# Liste der 999 Frauen des Heritage Floor/Georgia O’Keeffe
Diese Liste beschreibt das Gedeck für Georgia O’Keeffe auf dem Tisch der Kunstinstallation The Dinner Party von Judy Chicago. Sie ist Teil der Liste der 999 Frauen des Heritage Floor, die den jeweiligen Gedecken auf dem Tisch zugeordnet sind. Die Namen der 999 Frauen befinden sich auf den Kacheln des Heritage Floor, der unterhalb des Tisches angeordnet, zur Kunstinstallation gehört.

## Beschreibung
Die Installation besteht aus einem dreiseitigen Tisch, an dem jeweils 13 historische oder mythologische Persönlichkeiten, somit insgesamt 39 Personen, von der Urgeschichte bis zur Frauenrechtsbewegung Platz finden. Diesen Personen wurde am Tisch jeweils ein Gedeck bestehend aus einem individuell gestalteten Tischläufer, einem individuell gestalteten Teller sowie einem Kelch, Messer, Gabel, Löffel und einer Serviette zugeordnet. Die erste Seite des Tisches widmet sich der Urgeschichte bis zur Römischen Kaiserzeit, die zweite der Christianisierung bis zur Reformation und die dritte von der Amerikanischen Revolution bis zur Frauenbewegung. Jedem Gedeck auf dem Tisch sind weitere Persönlichkeiten zugeordnet, die auf den Fliesen des Heritage Floor, der den Raum unter dem Tisch und die Mitte des Raumes zwischen den Seite des Tisches einnimmt, einen Eintrag erhalten haben. Diese Liste erfasst die Persönlichkeiten, die dem Gedeck von Georgia O’Keeffe zugeordnet sind. Ihr Platz befindet sich an der dritten Tischseite.

### Hinweise
Zusätzlich zu den Namen wie sie in der deutschen Transkription oder im wissenschaftlichen Sprachgebrauch benutzt werden, wird in der Liste die Schreibweise aufgeführt, die von Judy Chicago auf den Kacheln gewählt wurde.
Die Angaben zu den Frauen, die noch keinen Artikel in der deutschsprachigen Wikipedia haben, sind durch die unter Bemerkungen angeführten Einzelnachweise referenziert. Sollten einzelne Angaben in der Tabelle nicht über die Hauptartikel referenziert sein, so sind an der entsprechenden Stelle zusätzliche Einzelnachweise angegeben. Bei Abweichungen zwischen belegten Angaben in Wikipedia-Artikeln und den Beschreibungen des Kunstwerks auf der Seite des Brooklyn Museums wird darauf zusätzlich unter Bemerkungen hingewiesen.

### Gedeck für Georgia O’Keeffe

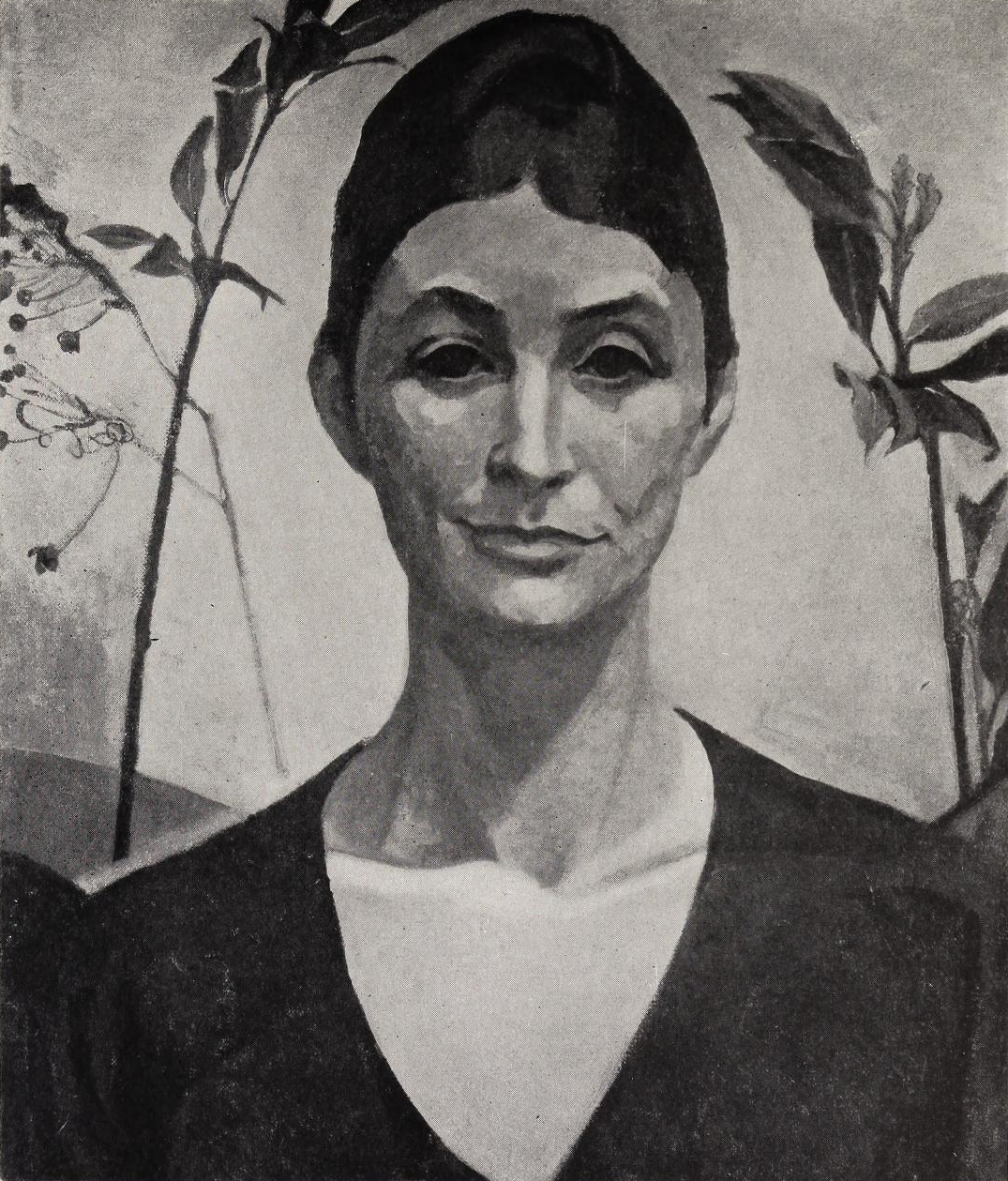
Georgia O’Keeffe von Marion H. Beckett, etwa 1923

Georgia O’Keeffe wurde am 15. November 1887 in Sun Prairie, Dane County, Wisconsin als eines von sieben Kindern der Farmer Francis und Ida O’Keeffe geboren. Georgia O’Keeffe zog den Aufenthalt in der Natur der Gesellschaft vor und sie wuchs, trotz der großen Familie, recht isoliert auf. Bereits früh wollte sie Malerin werden. Ihre Mutter unterstützte sie dabei und bereits im Kindesalter erhielt sie Zeichenunterricht. Ihre erste Lehrerin war die Aquarellistin Sara Mann, die in der Nähe wohnte. Nach Abschluss der High School studierte sie von 1905 bis 1906 an der Kunsthochschule am Art Institute of Chicago. Das Studium musste sie aus finanziellen Gründen abbrechen. Doch von 1907 bis 1908 konnte sie ein Jahr lang am Art Students League in New York studieren. Ihren Stil fand sie, als sie 1908 eine Ausstellung in der Galerie 291 besuchte und dort Zeichnungen des französischen Bildhauers Auguste Rodin sah. Neben Rodin konnte sie dort auch Werke von Picasso, Matisse oder Cézanne studieren und wurde dadurch in ihrer Arbeit stark beeinflusst.
Auch die Universität musste sie nach finanziellen Schwierigkeiten verlassen und so arbeitete sie zwischen 1908 und 1910 als Gebrauchsgrafikerin und Kunstlehrerin. In einem Sommerlehrgang im Jahr 1912 bei Alon Bement lernte sie die Arbeit von Arthur Wesley Dow kennen und durch ihn bekam sie einen ersten Zugang zur abstrakten Kunst. Ihren ersten Durchbruch hatte sie, nachdem Alfred Stieglitz in seiner Galerie 291 einige ihrer Werke, die sie während einer Schaffenskrise in schwarz-weiß gemalt hatte, im Spätfrühling 1916 im Rahmen einer Gruppenausstellung ausstellte. Eine Einzelausstellung, die Stieglitz im Jahr 1917 für O’Keeffe organisierte, musste drei Tage nach der Eröffnung geschlossen werden, da die USA in den Ersten Weltkrieg eingetreten waren. O’Keeffe stand für Stieglitz Modell und es entstand in der folgenden Zeit eine intensive Liebesbeziehung zwischen den beiden. Er ließ sich nach 24 Jahren Ehe scheiden und im Jahr 1924 heirateten die beiden. Zwischen 1918 und 1937 fertigte Stieglitz mehr als 300 zumeist erotische Fotografien von O’Keeffe. Durch Stieglitz lernte O’Keeffe viele andere Künstler der frühen amerikanischen Moderne kennen.
Nach 1918 begann O’Keeffe primär in Öl zu arbeiten, nachdem sie zuvor die Aquarelltechnik bevorzugt hatte. Sie begann großformatige Naturformen im Nahbereich zu malen. Ihr erstes großes Blumengemälde, Petunia, No. 2, entstand 1924 und wurde 1925 erstmals ausgestellt. Ihre Bilder wurden mehr gegenständlich, ihre früheren Arbeiten waren eher abstrakt. Bereits Mitte der 1920er Jahre war O’Keeffe eine der bekanntesten amerikanischen Künstlerinnen. Ihre Arbeiten erzielten hohe Preise.
Im Frühjahr 1929 reiste sie einer Einladung folgend nach Taos in New Mexico. Fasziniert von der urwüchsigen Natur kehrte sie 1933, nachdem sie einen Nervenzusammenbruch überstanden hatte, nach New Mexico zurück. Sie hielt sich regelmäßig etwa ein halbes Jahr dort auf und die Gegend inspirierte sie zu einigen ihrer berühmtesten Landschaftsbilder. Ihr Ruf und ihre Popularität wuchsen in den 1930er und 1940er Jahren und ihre Arbeiten wurden in Ausstellungen in und in der Umgebung von New York aufgenommen. Stieglitz starb im Jahr 1946, kurz nachdem O’Keeffe für ihren Sommeraufenthalt in New Mexico eingetroffen war. Die nächsten drei Jahre verbrachte sie zumeist in New York, um seinen Nachlass zu regeln. Dann zog sie 1949 dauerhaft nach New Mexico.
Eine Weltreise, die sie im Alter von über 80 Jahren antrat, inspirierte sie zu ihren Wolkenbildern. Wolkenformationen, aus dem Fenster eines Flugzeugs betrachtet. Da ihre Sehkraft nachließ, arbeitete sie mit Hilfe und Unterstützung durch ihren Lebensgefährten an überdimensionalen Wolkenlandschaften. Im Herbst 1970 organisierte das Whitney Museum of American Art die Ausstellung Georgia O’Keeffe – Retrospective, die erste Retrospektive ihres Werks in New York seit 1946. Von feministischen Kreisen wurde O’Keeffe in den 1970er Jahren als Urheberin der „weiblichen Ikonographie“ gefeiert, dies wies sie zurück und weigerte sich, an irgendeinem ihrer Projekte mitzuwirken. Georgia O’Keeffe starb am 6. März 1986 in Santa Fe, inzwischen vollständig erblindet. Sie zählt zu den bekanntesten US-amerikanischen Malerinnen des 20. Jahrhunderts. Motive ihrer Werke sind häufig Blumen, Flammen und später auch Stadtansichten, Wüstenlandschaften oder Knochen. Zugleich wird in ihren Bildlandschaften eine erotische Ausstrahlung wahrgenommen. Sie gehört zu den bekannten Frauen in der Kunst im 20. Jahrhundert.
Das Gedeck für Georgia O’Keeffe ist das letzte Gedeck auf dem Tisch der Dinner Party. Der ihr zugedachte Teller weist die größte Höhe auf, um ihren Erfolg als Künstlerin auszudrücken und ihre künstlerische Befreiung aus den sie umgebenden Zwängen. Die Formgebung des Tellers geht auf die Blumengemälde zurück, die sie selbst geschaffen hat. Durch diese Formgebung würdigt Chicago den Einfluss, den O’Keefe auf spätere feministische Künstler ausübte und sie vertrat die Meinung, dass O’Keefes Arbeit „entscheidend für die Entwicklung einer authentisch weiblichen Ikonographie“ gewesen sei. Der Tischläufer ist in Airbrusch-Technik gestaltet und die Farben entsprechen denen des Tellers. Ein Stück unbehandeltes, belgisches Leinen, welches für Kunstleinwände verwendet wird, ist an Kirschholz-Keilrahmen befestigt. Der Initial-Buchstabe „G“ auf der Vorderseite des Tischläufers ist mit einem Geweih geschmückt, wie es auch in Gemälden von O’Keeffe zu finden ist.
| Name                             | Schreibweise auf der Kachel | Geburtsdatum | kulturräumliche Zuordnung                  | Bemerkungen | Bild |
| -------------------------------- | --------------------------- | ------------ | ------------------------------------------ | --- | ---- |
| Anna Pawlowna Pawlowa            | Anna Pavlova                | 1881         | Russisches Kaiserreich                     | Meistertänzerin des klassischen Balletts. |      |
| Augusta Savage                   | Augusta Savage              | 1892         | Vereinigte Staaten                         | Bildhauerin und Kämpferin gegen Rassismus. |      |
| Barbara Hepworth                 | Barbara Hepworth            | 1903         | Vereinigtes Königreich                     | Bildhauerin. |      |
| Berthe Morisot                   | Berthe Morisot              | 1841         | Frankreich                                 | Malerin des Impressionismus |      |
| Dorothea Lange                   | Dorothea Lange              | 1895         | Vereinigte Staaten                         | Dokumentarfotografin. Sie gilt als Mitbegründerin der Dokumentarfotografie. |      |
| Dorothy Arzner                   | Dorothy Arzner              | 1897         | Vereinigte Staaten                         | Filmregisseurin, ihre Karriere reichte von Spielfilmen der stillen Ära der späten 1920er Jahre bis in die frühen 1940er Jahre. Sie war eine der wenigen Frauen, die sich in dieser Zeit als Filmregisseurin einen Namen gemacht hat.                                    |      |
| Edith Evans                      | Edith Evans                 | 1888         | Vereinigtes Königreich                     | Englische Schauspielerin, bekannt für ihre Bühnenarbeit, aber auch in Filmen zu Beginn und am Ende ihrer Karriere. |      |
| Eileen Gray                      | Eileen Gray                 | 1878         | Irland                                     | Innenarchitektin und Designerin. Sie gehört zu den wichtigsten Designerinnen des frühen 20. Jahrhunderts. |      |
| Eleonora Duse                    | Eleonora Duse               | 1858         | Italien                                    | Sie zählt zu den großen Theaterschauspielerinnen ihrer Zeit. Ihr Spiel war subtil und wenig theatralisch und gilt als wegweisend für das Moderne Theater. Sie verkörperte zumeist leidende, aber willensstarke Frauencharaktere.                                        |      |
| Elisabet Ney                     | Elizabeth Ney               | 1833         | Deutsches Reich, Vereinigte Staaten        | Mit 39 Jahren emigrierte sie mit ihrem Ehemann Edmund Montgomery nach Texas und wurde dort Pionierin der Kunstentwicklung. |      |
| Emily Carr                       | Emily Carr                  | 1871         | Kanada                                     | Kanadische Künstlerin und Schriftstellerin, stark von den indigenen Völkern der pazifischen Nordwestküste inspiriert. Eine der ersten Malerinnen Kanadas, die einen modernistischen und postimpressionistischen Malstil annahm.                                         |      |
| Frida Kahlo                      | Frida Kahlo                 | 1907         | Mexiko                                     | Malerin. Sie zählt zu den bedeutendsten Vertreterinnen einer volkstümlichen Entfaltung des Surrealismus, wobei ihr Werk bisweilen Elemente der Neuen Sachlichkeit zeigt.                                                                                                |      |
| Gabriele Münter                  | Gabriele Münter             | 1877         | Deutsches Reich                            | Malerin des Expressionismus, daneben zeichnete sie und betätigte sich auf dem Gebiet der Druckgrafik. |      |
| Gertrude Käsebier                | Gertrude Kasebier           | 1852         | Vereinigte Staaten                         | Fotografin. Sie gilt als eine der bedeutendsten Vertreterinnen des Piktorialismus. |      |
| Hannah Höch                      | Hannah Hoch                 | 1889         | Deutsches Reich                            | Malerin, Grafikerin und Collagekünstlerin des Dadaismus. |      |
| Harriet Hosmer                   | Harriet Hosmer              | 1830         | Vereinigte Staaten                         | Bildhauerin. |      |
| Ida Kamińska                     | Ida Kaminska                | 1899         | Königreich Polen                           | Jüdisch-polnische Schauspielerin. |      |
| Imogen Cunningham                | Imogen Cunningham           | 1883         | Vereinigte Staaten                         | Fotografin, die zu den „Klassikern“ der modernen Fotografie des 20. Jahrhunderts gezählt wird. Cunningham war ein Gründungsmitglied der Gruppe f/64. |      |
| Isadora Duncan                   | Isadora Duncan              | 1877         | Vereinigte Staaten                         | Tänzerin und Choreografin. Sie war die Wegbereiterin des modernen sinfonischen Ausdruckstanzes, entwickelte ein neues Körper- und Bewegungsempfinden, das sich am griechischen Schönheitsideal orientierte, und setzte als Erste klassische Konzertmusik tänzerisch um. |      |
| Julia Margaret Cameron           | Julia Cameron               | 1815         | Vereinigtes Königreich                     | Begann im Alter von 48 Jahren zu fotografieren. Mit außergewöhnlichen Porträts und religiös-romantischen Szenen wurde sie zur bedeutendsten britischen Fotografin der viktorianischen Epoche.                                                                           |      |
| Julia Morgan                     | Julia Morgan                | 1872         | Vereinigte Staaten                         | Architektin, bekannt für ihre Arbeit am Hearst Castle in San Simeon, Kalifornien. |      |
| Katharine Hepburn                | Katharine Hepburn           | 1907         | Vereinigte Staaten                         | Schauspielerin, viermal mit dem Oscar als beste Hauptdarstellerin ausgezeichnet, vom American Film Institute zur größten amerikanischen Filmschauspielerin des 20. Jahrhunderts gewählt.                                                                                |      |
| Käthe Kollwitz                   | Kathe Kollwitz              | 1867         | Deutsches Reich                            | Grafikerin, Malerin und Bildhauerin, zählt zu den bekanntesten deutschen Künstlerinnen des 20. Jahrhunderts |      |
| Louise Nevelson                  | Louise Nevelson             | 1899         | Vereinigte Staaten, Russisches Kaiserreich | Bildhauerin und Malerin. |      |
| Marie Bashkirtseff               | Marie Bashkirtsev           | 1858/1860    | Russisches Kaiserreich, Frankreich         | Malerin, Schriftstellerin, Philosophin. |      |
| Marie Laurencin                  | Marie Laurencin             | 1883         | Frankreich                                 | Lyrikerin und Malerin, Muse des Dichters Guillaume Apollinaire. |      |
| Martha Graham                    | Martha Graham               | 1894         | Vereinigte Staaten                         | Tänzerin, Choreografin und Tanzpädagogin. Graham gilt in der Fachwelt als eine Innovatorin des Modern Dance. |      |
| Mary Cassatt                     | Mary Cassatt                | 1844         | Vereinigte Staaten, Frankreich             | Grafikerin und Malerin des Impressionismus. |      |
| Mary Louise McLaughlin           | Mary Louise McLaughlin      | 1847         | Vereinigte Staaten                         | Porzellanmalerin und Keramikerin. |      |
| Maya Deren                       | Maya Deren                  | 1917         | Ukraine, Vereinigte Staaten                | Avantgarde-Regisseurin, Tänzerin und Filmtheoretikerin der 1940er und 1950er Jahre. |      |
| Natalija Sergejewna Gontscharowa | Natalia Goncharova          | 1881         | Russisches Kaiserreich                     | Malerin, die der russischen Avantgarde zugerechnet wird. Sie trug maßgeblich zum künstlerischen Entwicklungsprozess in Russland bei. |      |
| Paula Modersohn-Becker           | Paula Modersohn-Becker      | 1876         | Deutsches Reich                            | Malerin und eine der bedeutendsten Vertreterinnen des frühen Expressionismus. |      |
| Rosa Bonheur                     | Rosa Bonheur                | 1822         | Frankreich                                 | Tiermalerin des Naturalismus bzw. des Realismus. |      |
| Sarah Bernhardt                  | Sarah Bernhardt             | 1844         | Frankreich                                 | Schauspielerin, gilt als die berühmteste Darstellerin ihrer Zeit und war einer der ersten Weltstars. |      |
| Sonia Delaunay-Terk              | Sonia Delaunay              | 1885         | Frankreich, Ukraine                        | Malerin und Designerin. Sie gilt als Vertreterin der geometrischen Abstraktion. |      |
| Sophia Hayden                    | Sophia Haydn                | 1868         | Vereinigte Staaten                         | Nahm als erste Frau am Architekturprogramm des Massachusetts Institute of Technology teil und war Pionierin für Frauen im Beruf des Architekten. |      |
| Sophie Taeuber-Arp               | Sophie Taeuber-Arp          | 1889         | Schweiz                                    | Malerin, Bildhauerin, Textil-Gestalterin, Architektin und Tänzerin der Avantgarde. |      |
| Suzanne Valadon                  | Suzanne Valadon             | 1865         | Frankreich                                 | Malerin der Moderne. Sie ist die Mutter des Malers Maurice Utrillo. |      |

Einzelnachweise
1. ↑  Brooklyn Museum: Georgia O’Keeffe. In: brooklynmuseum.org. Abgerufen am 3. November 2019.